# Nicolás Estévez Martínez
Nicolás Estévez Martínez, más conocido como Nico Estévez (Valencia, España, 29 de enero de 1980), es un entrenador de fútbol español. Actualmente dirige al Austin FC de la Major League Soccer.

## Trayectoria

### Inicios
Nico Estévez comenzó su carrera en el Club de Fútbol San José (perteneciente a las Escuelas Profesionales San José de Valencia, Campanar), donde pasó por todas las categorías del club hasta hacerse cargo de la coordinación de la escuela.
En 2004 se introduce en la escuela de fútbol base del Valencia Club de Fútbol donde permanecería hasta el 2011.

### Huracán Valencia
En 2011 el Huracán Valencia, tras la salida a la liga griega de su entrenador Óscar Fernández, nombró a Nico Estévez técnico del primer equipo del Huracán Valencia, siendo el entrenador más joven de la Segunda División B, una etapa de dos años de duración, donde en ambas se consigue la clasificación para los playoffs de ascenso a la Segunda División.

### Valencia Mestalla
En julio de 2013, tras los éxitos en Huracán Valencia, se vincula como entrenador al Valencia Mestalla donde el técnico valenciano comenzó así una nueva etapa en el club donde se forjó como entrenador.
El 21 de octubre de 2013, el Comité de Entrenadores de la Real Federación Española de Fútbol en su tercera edición de los galardones Ramón Cobo, premia a Nico Estévez  con tan prestigioso galardón. Premio con el que se reconoce la labor y los valores deportivos de los entrenadores de la temporada. 

### Valencia CF
El 16 de diciembre de 2013, el Valencia Club de Fútbol destituye al técnico serbio Miroslav Đukić, y llama a Nico Estévez para que se haga cargo del primer equipo de forma provisional hasta la llegada de un técnico definitivo, convirtiéndose así en el técnico más joven de la Primera División de España con sólo 33 años. Dirigió dos encuentros oficiales al primer equipo del Valencia: contra el Gimnàstic de Tarragona en la Copa del Rey (ganó 1-0) y contra el Real Madrid en la Liga (perdió 2-3). Con la llegada de Juan Antonio Pizzi al banquillo valencianista el 26 de diciembre de 2013, regresó a hacerse cargo del Valencia Mestalla.

### Valencia Mestalla
El lunes 7 de abril de 2014 es destituido como entrenador del Valencia Mestalla, cargo que pasa a ocupar el hasta entonces también técnico de la entidad Valenciana, Curro Torres. Tras su comunicado de despedida a la entidad y afición valenciana, se produjo una oleada de muestras de apoyo y reconocimiento a su persona y labor en el club. Tal fue la magnitud de la respuesta en las redes sociales que su nombre Nico Estévez se convirtió por unos instantes en trending topic a nivel nacional.

### Columbus Crew SC
En septiembre de 2014 se convierte en el nuevo Director de Metodología del Columbus Crew SC de la ciudad de Columbus en Estados Unidos. En enero de 2017 Gregg Berhalter, entrenador del primer equipo del Columbus Crew SC, anuncia la incorporación del entrenador valenciano en su cuerpo técnico como entrenador asistente. Después de dos exitosas temporadas como entrenador asistente , Gregg Berhalter es el entrenador elegido para liderar el nuevo proyecto de la Selección de fútbol de los Estados Unidos, al cual Nico Estévez le acompañaría como entrenador asistente.

### Selección de fútbol de los Estados Unidos
En 2019, Nico Estévez se une como asistente al cuerpo técnico de la Selección de fútbol de los Estados Unidos liderado por el técnico Gregg Berhalter. Tras un intenso trabajo en la construcción de un nuevo proyecto futbolístico para la Selección de fútbol de los Estados Unidos, el trabajo da sus frutos y en 2021, la Selección de fútbol de los Estados Unidos se proclama campeona de la Liga de Naciones de la Concacaf y Copa de Oro de la Concacaf.

### FC Dallas
El 2 de diciembre de 2021, Nico Estévez es nombrado primer entrenador del equipo de la MLS, FC Dallas. En su primera temporada, clasificó al equipo para los playoffs, terminando tercero en la Conferencia Oeste con 53 puntos, 20 puntos más que el año anterior. En junio de 2024, fue relevado de sus funciones luego de una serie de malos resultados.

### Austin FC
El 25 de octubre de 2024, fue anunciado como técnico del Austin FC a partir de la temporada 2025.

## Clubes
| Club                                                  | País           | Año           |
| ----------------------------------------------------- | -------------- | ------------- |
| Club de Fútbol San José                               | España         | 1999-2004     |
| Escuela del Valencia CF                               | España         | 2004-2011     |
| Huracán Valencia                                      | España         | 2011-2013     |
| Valencia Mestalla                                     | España         | 2013          |
| Valencia CF                                           | España         | 2013          |
| Valencia Mestalla                                     | España         | 2013-2014     |
| Columbus Crew                                         | Estados Unidos | 2014-2018     |
| Selección de futbol de los Estados Unidos (Asistente) | Estados Unidos | 2019-2021     |
| FC Dallas                                             | Estados Unidos | 2021-2024     |
| Austin FC                                             | Estados Unidos | 2024-presente |

## Palmarés

### Como técnico asistente
| Distinción                   | Año  |
| ---------------------------- | ---- |
| Concacaf Nation League Title | 2021 |
| Concacaf Gold Cup            | 2021 |

### Distinciones individuales
| Distinción                                           | Año  |
| ---------------------------------------------------- | ---- |
| Premio Ramón Cobo, Comité de Entrenadores de la RFEF | 2013 |